# یه چیز خوب (ترانه زد و کلانی)
«یه چیز خوب» (به انگلیسی: Good Thing) تک آهنگی از زد و کلانی است. این آهنگ در ۲۷ سپتامبر ۲۰۱۹ از طریق اینترسْکوپ رکوردز منتشر شد.

## موزیک ویدیو
موزیک ویدیو این قطعه به کارگردانی وارن فو در تاریخ ۳ اکتبر ۲۰۱۹ منتشر شد.